# J.J. Cremerplein

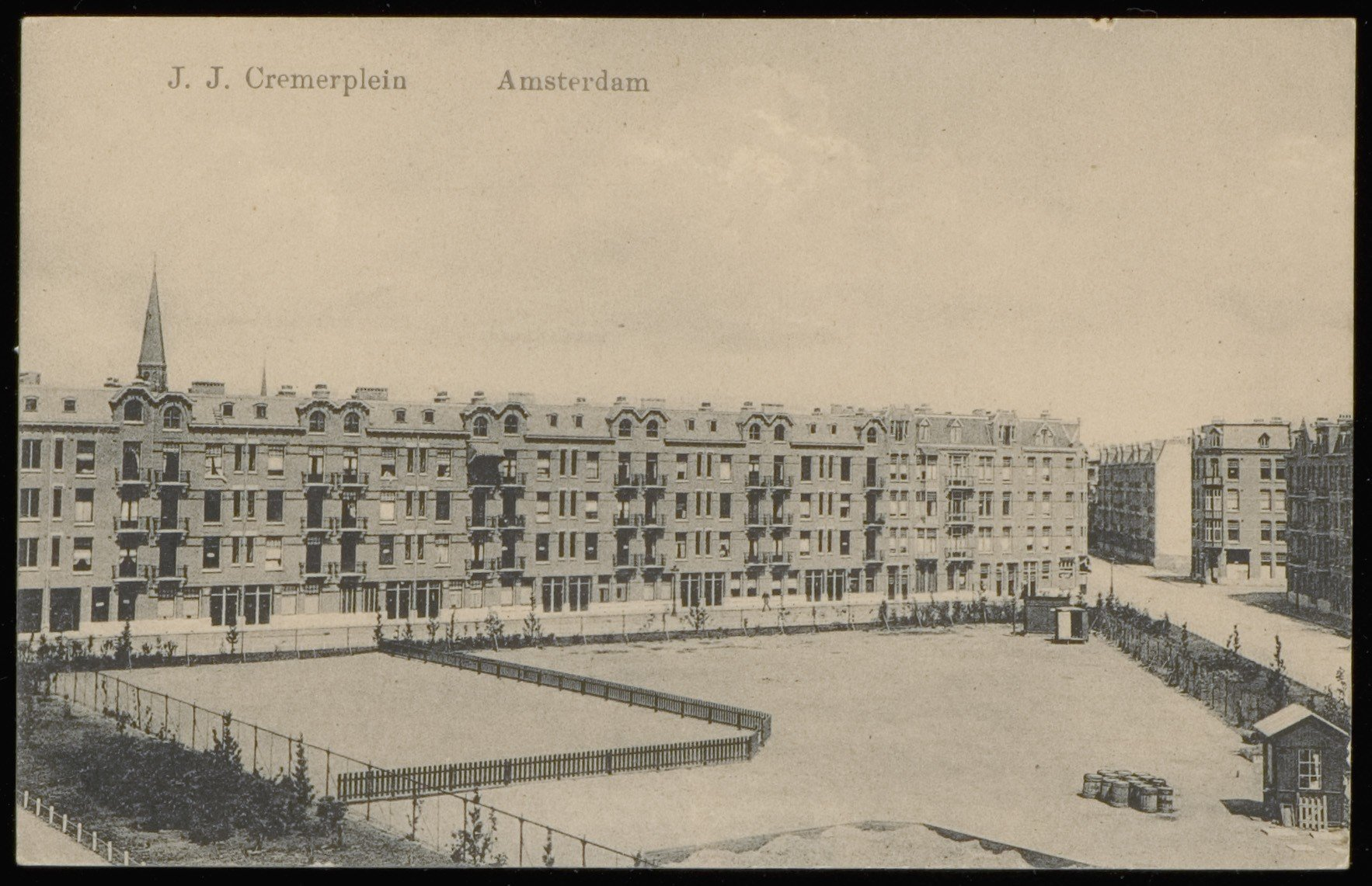
J.J. Cremerplein in circa 1912

Het J.J. Cremerplein is een plein in Amsterdam-West.

## Geschiedenis en ligging
Er lag hier eeuwenlang agrarisch gebied. Ook toen het werd ingelijfd bij de gemeente Nieuwer-Amstel bleef dit deel van de Stads- en Godshuispolder lang in gebruik bij landbouw en/of veeteelt. Er kwam pas reuring nadat de gemeente Amsterdam in 1896 dit deel van Nieuwer-Amstel annexeerde en met bebouwing vanaf de Nassaukade steeds verder de weilanden in trok richting de Kostverlorenvaart. Dat ging met horten en stoten, want pas rond 1911 was alles volgebouwd. Amsterdam had in die dagen snel woningen nodig want er kwamen veel mensen naar de stad. Voor deze buurt betekende het lange nauwe straten met slechts hier en daar een open plek, in deze wijk alleen het Staringplein en het J.J. Cremerplein. Het plein werd op 15 februari 1911 vernoemd naar schrijver Jacob Jan Cremer. Het plein kreeg het uiterlijk van een driehoek. Straten die het plein aandoen zijn de Wilhelminastraat, Eerste Helmersstraat, Busken Huetstraat, Vosmaerstraat, de J.J. Cremerstraat en Rhijnvis Feithstraat.

### Westerspeeltuin
De Vereeniging Westerspeeltuin werd opgericht in september 1908, als tegenhanger van de Oosterspeeltuin. Ze was elders in de wijk in een lokaal aan de Nicolaas Beetstraat gevestigd, want het J.J. Cremerplein was er nog niet. Indicaties voor een definitieve plaats kwamen pas in maart 1910, toen de gemeente in de wijk een open plek reserveerde en daar de gelegenheid zag voor een speeltuin ter grootte van 5775 m², maar de gemeente moest nog eerst geld vrijmaken voor ophoging van de terreinen naar stadspeil (in plaats van polderpeil). In februari 1912 kon de vereniging een collecte houden ter financiering van de inrichting van het plein. In mei 1912 kon de speeltuin geopend worden; er bleef 3300 m² over met een sportveld 800 m² en een plantsoen rondom de speelplaats.

## Gebouwen
De bebouwing staat in lange rijen langs de randen van het plein. Al sinds de inrichting van het plein is er dus die speelplaats. Volgens de gemeente Amsterdam staan er geen gebouwen die er qua architectuur of stedenbouwkundige eigenschappen noemenswaardig zijn, alle panden vallen binnen de basisorde of orde 3, ver verwijderd van een monumentale status. Het enige gebouw dat voor dat betreft interessant is staat met de zijgevel aan het plein: Vosmaerstraat 1-321. Aan het plein zijn dan ook geen bekende architecten aan het werk geweest. De zuidelijke gevelwand is grotendeels ontworpen door A.J. Tijmensen (1-37) en C. Oosterbaan (38-49). Aan de noordwestzijde staat werk van S. Covens (36-62). Afwijkend voor wat betreft structuur is het transformatorhuisje op 27T, maar dat dateert dan ook uit 1953, ontworpen door de Publieke Werken in een tijd van meer geld.  